# Ellie Challis
Ellie Challis (Clacton-on-Sea, 23 marzo 2004) è una nuotatrice paralimpica inglese.

## Biografia
Ellie Challis ha frequentato il Tendring Technology College. All'età di 16 mesi Challis contrasse la meningite che le ha comportato l'amputazione delle gambe sopra il ginocchio e l'amputazione delle braccia sotto il gomito.

## Carriera
Challis ha fatto il suo debutto internazionale ai Campionati mondiali di nuoto paralimpico del 2019 dove ha vinto una medaglia di bronzo nei 50 metri dorso femminili classe S3.
Challis ha gareggiato nella classe S3 dei 50 metri dorso femminili alle Paralimpiadi estive di Tokyo del 2021, vincendo una medaglia d'argento. Tre anni dopo, invece, sale sul gradino più alto del podio nella medesima specialità alle Paralimpiadi di Parigi.

## Palmarès

### Giochi paralimpici
| Anno | Manifestazione                 | Sede   | Evento            | Risultato | Note |
| ---- | ------------------------------ | ------ | ----------------- | --------- | ---- |
| 2021 | XVI Giochi paralimpici estivi  | Tokyo  | 50 metri dorso S3 | Argento   |      |
| 2024 | XVII Giochi paralimpici estivi | Parigi | 50 metri dorso S3 | Oro       |      |

### Mondiali
| Anno | Manifestazione               | Sede       | Evento                                 | Risultato | Note |
| ---- | ---------------------------- | ---------- | -------------------------------------- | --------- | ---- |
| 2019 | Campionati mondiali di nuoto | Londra     | 50 metri dorso classe S3               | Bronzo    |      |
| 2022 | Campionati mondiali di nuoto | Madeira    | 50 metri farfalla classe SB2           | Oro       |      |
| 2022 | Campionati mondiali di nuoto | Madeira    | 50 metri dorso classe S3               | Argento   |      |
| 2022 | Campionati mondiali di nuoto | Madeira    | 50 metri stile libero classe S3        | Argento   |      |
| 2022 | Campionati mondiali di nuoto | Madeira    | 100 metri stile libero classe S3       | Argento   |      |
| 2023 | Campionati mondiali di nuoto | Manchester | 50 metri farfalla classe SB2           | Oro       |      |
| 2023 | Campionati mondiali di nuoto | Manchester | 200 metri stile libero classe S3       | Oro       |      |
| 2023 | Campionati mondiali di nuoto | Manchester | 50 metri stile libero classe S3        | Argento   |      |
| 2023 | Campionati mondiali di nuoto | Manchester | 100 metri stile libero classe S3       | Argento   |      |
| 2023 | Campionati mondiali di nuoto | Manchester | 150 metri individuale misto classe SM3 | Bronzo    |      |